# Ducula rufigaster
Ducula rufigaster là một loài chim trong họ Columbidae.

## Hình ảnh

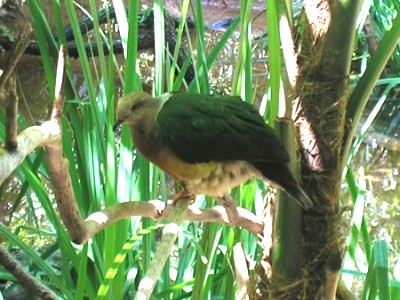
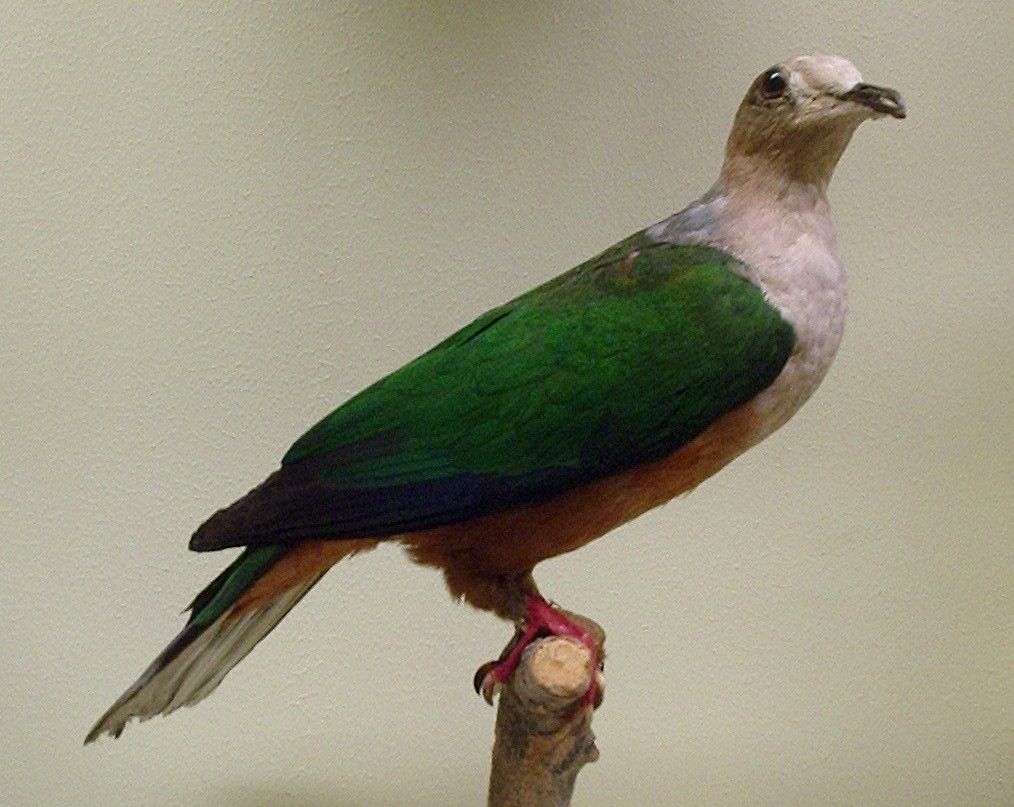